# Merle du Yémen
Turdus menachensis
Espèce
Statut de conservation UICN

 NT  : Quasi menacé
Le Merle du Yémen (Turdus menachensis) est une espèce de passereaux appartenant à la famille des Turdidae. C'est une espèce monotypique.

## Répartition
Cet oiseau peuple les monts de l'Asir (en).